# Акрамов, Камиль
Камиль Акрамов (узб. Komil Akramov; 24 октября 1914, Коканд, Кокандский уезд, Ферганская область, Туркестанский край, Российская империя — 5 мая 1979, Ташкент, Узбекская ССР, СССР) — советский узбекский хозяйственный, государственный и партийный деятель.

## Биография
Член КПСС.
С 1930 года — на хозяйственной, общественной и политической работе. В 1930—1960 гг. — организатор сельскохозяйственного производства в Узбекской ССР, директор Кокандской машинно-тракторной станции Ферганской области, начальник Ферганского областного отдела технических культур, первый секретарь Бувайдинского райкома КП(б) Узбекистана, первый секретарь Ферганского областного комитета КП Узбекистана, первый секретарь Урта-Сарайского райкома КП Узбекистана, заместитель министра сельского хозяйства Узбекской ССР.
Избирался депутатом Верховного Совета Узбекской ССР 4-го созыва.